# そばにいてほしい 君にいてほしい
『そばにいてほしい 君にいてほしい』（そばにいてほしい きみにいてほしい）は、BLOWの3枚目のシングル。

## 内容
TBS系『たけし・所のドラキュラが狙ってる』エンディング・テーマ、およびミズノ「'94 S&S スーパースター」コマーシャルソング。同番組のタイアップはデビュー作の「少年の翼」以来となり、3作連続で所ジョージが司会を務める番組のエンディング・テーマを務めたことになる。その影響で『CDジャーナル』はアルバム『くちづけだけじゃ君に伝えられない』に対する批評で、この事について触れている。

## 収録曲
作詞：沢村大和　編曲：鈴木英利
1. そばにいてほしい 君にいてほしい
作曲：野中則夫
2. 静かな時の中で
作曲：沢村大和
3. そばにいてほしい 君にいてほしい (inst.)